# San Giuliano Terme
San Giuliano Terme è un comune italiano di 30 854 abitanti della provincia di Pisa in Toscana.

## Geografia fisica

### Territorio
Il territorio comunale presenta un'escursione altimetrica complessiva di 830 m s.l.m., di cui il minimo è di 1 metro sul livello del mare. Infatti l'intero territorio presenta sia zone montane che balneari, anche se l'unico accesso al mare è interno al Parco naturale di Migliarino, San Rossore e Massaciuccoli, quindi totalmente priva di attrezzature per i bagnanti e interdetta alla maggior parte delle persone (se non in presenza di una guida forestale).
San Giuliano Terme nasce a sud dei Monti Pisani a circa 7 km da Pisa e si estende tra i fiumi Arno a est e Serchio ad ovest. È sede di un importante stabilimento termale e di una delle poche acque che sgorgano oligominerali dalla sorgente. La fonte è anche uno dei principali bacini idrici nelle vicinanze della città.
Tra i principali corsi d'acqua del territorio comunale vi sono il Serchio, il Fiume Morto ed il fosso del Mulino, conosciuto anticamente con il nome di Fosso di Ripafratta e oggi più comunemente come Fosso Demaniale.

### Clima
- Classificazione climatica: zona D, 1696 GG
- Diffusività atmosferica: media, Ibimet CNR 2002

## Origini del nome
Il toponimo attuale è stato ufficializzato nel 1935 in onore del santo San Giuliano, a cui era dedicata una chiesa sul passo per Lucca. La specificazione "Terme" invece è attribuita agli stabilimenti termali presenti. I toponimi precedenti erano Bagni di Pisa e successivamente Bagni di San Giuliano.

## Storia

### Dalle origini alla civiltà romana
Le prime testimonianze di presenza umana si hanno sia nel neolitico che nell'eneolitico, ma è solo con l'avvento del dominio romano che la cittadina termale viene colonizzata. La prima notizia certa della conoscenza romana delle fonti termali è ad opera di Plinio il Vecchio sotto il nome di aquae pisanae. La presenza romana è inoltre testimoniata dai resti dell'antico acquedotto romano di Caldaccoli sito nell'omonima località (derivato dal latino calidae aquae) e dalla Conserva di Corliano con le sue piscine limarie e la sua fistula acquaria in terracotta ancora oggi funzionante, costruita probabilmente da Lucius Venuleius Montanus, patrono della Colonia Pisana, console di Attidium (città romana nei pressi di Fabriano), che nel 92 d.C. costruì, oltre al sopracitato acquedotto, le terme di Pisa.

### Alto Medioevo

Illustrazione del centro di San Giuliano Terme agli inizi del 1800

Il luogo dove adesso sorge il centro storico era l'inizio del passo che collegava Pisa e Lucca nonché il confine tra i due territori. In particolare San Giuliano Terme e Ripafratta costituivano le principali vedette della Repubblica Pisana, essendo situate ai margini più settentrionali della potenza militare pisana. Testimonianza dell'importanza delle via alpestre per Lucca è la presenza attestata da un atto di donazione del 772 di una chiesa dedicata al "Beato San Giuliano" situata sul Monte Pisano. Altre testimonianze di questa chiesa, ad oggi scomparsa, si hanno in alcuni documenti vescovili come un altro atto di donazione nell'812 da parte di Rachiprando, rettore e prete della chiesa di San Giovanni a Lucca. Nei pressi della chiesa fu anche edificato un ospedale per i pellegrini noto con "Spedale di San Giuliano del Monte" (di cui sono rimasti pochi resti), importante non solo per le prestanze mediche ma anche per tutta una serie di servizi ai viandanti, che fecero decidere al Comune di Lucca di ristrutturare l'ospedale nel 1377, giudicato in rovina. Il valico del Monte Pisano perse importanza in seguito alla generale tranquillità dei confini, così che fu scelto come itinerario più sicuro e agevole Ripafratta.

### Basso Medioevo
Con la prosperità della Repubblica Pisana dal X secolo, San Giuliano Terme assunse un'importanza strategica nella edificazione di molte delle opere di quel periodo utilizzanti i marmi delle cave di San Giuliano Terme di proprietà della famiglia Gualandi. Pertanto per agevolare il trasporto dei materiali edilizi da San Giuliano in occasione della costruzione delle mura di Pisa, fu scavato un canale (la parte attuale del Fosso del Mulino che collega San Giuliano Terme a Pisa) e inondato dalle acque dell'Ozzeri che consentisse il trasporto fluviale dei marmi estratti.
Intanto risale al 1112 il primo restauro delle terme realizzato ad opera della contessa Matilde di Canossa. Fu proprio in questi anni che Pisa fece fortificare San Giuliano con delle mura (già presenti del 1301) più resistenti nel 1312 come testimonia un'iscrizione in una lapide di marmo, attualmente custodita negli stabilimenti termali. Insieme a questa ristrutturazione militare ve ne fu una più prettamente civile agli stabilimenti termali nello stesso anno dal conte Federico I da Montefeltro e citate da Ugolino da Montecatini nel 1370. In quegli stessi anni nel 1329 Castruccio Castracani, condottiero lucchese, fece costruire una torre di avvistamento sul Monte Pisano, distrutta nel 1397 dagli stessi costruttori in quanto diveniva un pericoloso avamposto ogni volta che veniva conquistata dai pisani.

### Epoca moderna: il Granducato di Toscana

Gli stabilimenti termali di San Giuliano Terme nel 1837.

Nel 1406 con la conquista fiorentina di Pisa le Terme furono gravemente danneggiate e in tutto il territorio iniziò un lungo periodo di decadenza. Finalmente alla fine del XV secolo, sotto il dominio dei Medici, furono apportati alle terme alcuni miglioramenti tra cui la costruzione di alcune abitazioni, un ospedale, un'osteria ed inoltre furono emanate delle norme per regolare l'afflusso ai bagni. Con Cosimo II de' Medici fu costruito un secondo ponte sul Fosso del Mulino (all'epoca navigabile e conosciuto come Canale di Ripafratta) proprio di fonte all'edificio termale, la strada di collegamento con Pisa, una prima bonifica delle zone circostanti e l'acquedotto mediceo di Asciano. Successivamente, nel 1737, con la morte dell'ultimo discendente dei Medici Gian Gastone, il Granducato di Toscana passò a Francesco Stefano di Lorena, nel cui dominio venne investito molto sulle terme per valorizzarne le acque e garantire uno sviluppo urbanistico e autoctono adeguato. I lavori eseguiti furono principalmente la canalizzazione delle acque, la classificazione delle proprietà terapeutiche delle acque e un piano di sviluppo urbanistico. Le terme divennero quindi note alla nobiltà di tutta Europa a partire dal 1743, quando lo stesso Francesco Stefano ne fece la propria residenza termale estiva. Il tutto fu completo nel 1749 dove, insieme agli edifici che compongono attualmente le terme, fu eretta la chiesa dedicata ai Santi Ranieri e Luigi Gonzaga. In quegli anni Antonio Cocchi, medico fiorentino, studiò attentamente le acque termali e scrisse un corposo trattato al riguardo. Con il completo rinnovamento delle terme, molti personaggi di spicco per l'epoca ne fecero uso e tutta questa notorietà fece proliferare molte ville di famiglie benestanti che decisero di costruire le proprie dimore sulle pendici dei Monti Pisani, ville presenti tuttora in tutto il territorio del comune.

### Fine XVIII secolo: costituzione della Comunità

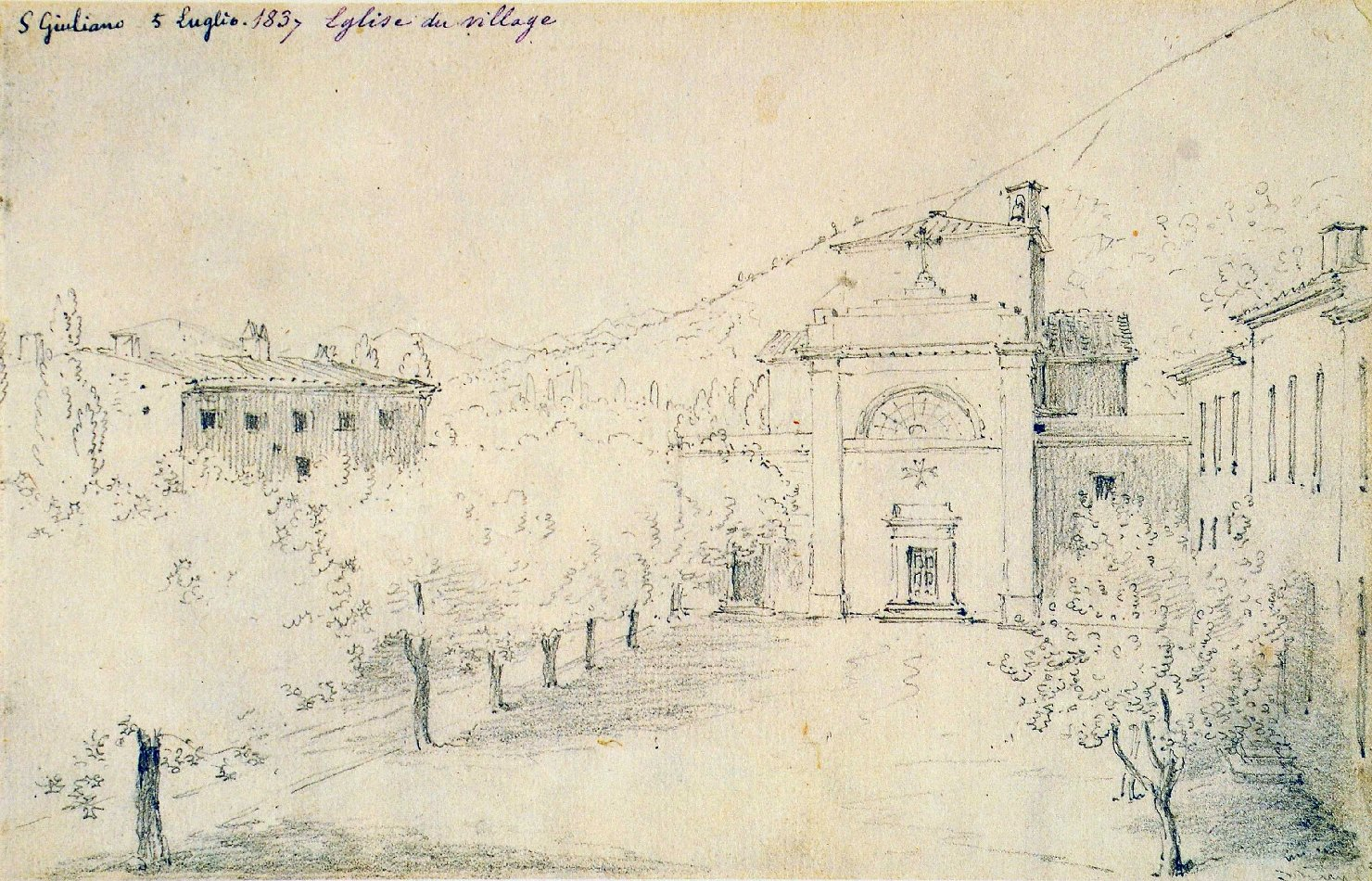
La chiesa dei Santi Ranieri e Luigi Gonzaga in un disegno del 1839 di De La Morinière

Tappa importante per la costituzione del Comune di San Giuliano Terme fu il 17 giugno 1776 in cui Pietro Leopoldo emanò un decreto in cui venivano riuniti 31 piccoli centri, precedentemente appartenente alla Podesteria di Ripafratta, in un'unica amministrazione il cui capoluogo scelto fu San Giuliano Terme. In quegli anni Pietro Leopoldo fece apportare tutta una sorta di miglioramenti urbanistici per il miglioramento della vita nel capoluogo come i platani nel viale per Pisa, il viale Boboli (in omaggio ai ben più famosi giardini fiorentini) e il cosiddetto Parterre, un parco in cui gli ospiti delle terme potevano andare per rilassarsi nella natura. Una stravagante costruzione fu quella del Café Haus, un edificio rettangolare con archi aperti e sostenuto da 10 pilastri, la cui fruizione era riservata agli occupanti delle terme e permetteva di guardare tutta la pianura pisana. Infine con l'Unità d'Italia in Comune di San Giuliano Terme concretizzò tutta una serie di decreti per la vivibilità nel comune tra cui la costruzione di scuole elementari, asili e un servizio di nettezza urbana.
All'inizio del XX secolo si assiste ad un consistente sviluppo agricolo, tanto che fu istituita nel 1909 la fiera del bestiame a Pontasserchio detta "Agrifiera" e la festa del santo patrono San Bartolomeo ogni 24 agosto. Oltre all'attività agricola, nel 1923 erano già attive ben 4 cave per l'estrazione di pietra a calce che hanno mutato drasticamente il territorio. Altro evento degno di nota fu il recintamento della proprietà termale dell'Opera Pia per consentire la separazione tra i bagnanti e il popolo. Questo permise di costruire alcuni giardini con panchine per il sollievo dei bagnanti, ma distaccò definitivamente il rapporto tra sangiulianesi e le loro terme.

### Storia recente dello stabilimento termale

Lo stabilimento termale attualmente

Lo stabilimento termale nel 1935 andò sotto il controllo diretto dell'INPS. Con questa manovra cambiò l'assetto di tutto l'impianto per il trattamento para-ospedaliero degli assicurati dell'INPS costruendo altri stabilimenti alberghieri per un totale di 1680 posti letto, con conseguente distruzione e sepoltura dei vecchi Bagni Granducali. Nel 1992, dopo la decisione dell'INPS di chiudere lo stabilimento, il Comune ne assunse la direzione tramite creazione della società Terme di San Giuliano S.r.l. con la quota del 100%. Infine nel 2003 la società S.T.B. Società Terme e Benessere S.p.A. entrò nella società Terme di San Giuliano S.r.l. con una quota del 96%, assumendone il completo controllo.

### Simboli
ponte d'argento, a due luci, posto nel fiume al naturale e sormontato da una torre movente da quattro colline di verde; lo scudo, a sua volta, è sormontato da corona di comune e racchiuso alla base e ai lati da un ramo di quercia e uno di alloro.»
Il gonfalone è quello storicamente in uso ed è rappresentato da un drappo rettangolare, terminante nella parte inferiore a coda di rondine, di color azzurro  in cui campeggia lo stemma comunale.

## Monumenti e luoghi d'interesse

### Architetture religiose

Chiesa dei Santi Ranieri e Luigi Gonzaga

La chiesa di Santa Maria a Pappiana

- Chiesa dei Santi Ranieri e Luigi Gonzaga
- Chiesa di San Jacopo ad Agnano
- Chiesa di San Giovanni Evangelista ad Arena Metato, località Arena
- Chiesa di San Jacopo ad Arena Metato, località Metato
- Chiesa di San Giovanni Battista ad Asciano Pisano
- Chiesa di San Giusto a Campo
- Chiesa dei Santi Iacopo e Cristoforo a Colignola
- Chiesa dei Santi Ippolito e Cassiano a Colognole
- Chiesa di San Giovanni Evangelista a Gello
- Chiesa della Santissima Trinità a Ghezzano
- Chiesa di San Giovanni Battista a Ghezzano
- Chiesa della Santissima Concezione a Madonna dell'Acqua
- Chiesa di Santa Maria Assunta a Mezzana
- Chiesa dei Santi Lucia e Fabiano a Molina di Quosa
- Chiesa di San Bartolomeo ad Orzignano
- Chiesa di Santa Maria a Pappiana
- Chiesa di San Giovanni Evangelista a Pontasserchio
- Chiesa di San Michele Arcangelo a Pontasserchio
- Pieve di Santa Maria e San Giovanni Battista a Pugnano
- Pieve di San Marco a Rigoli
- Chiesa di San Bartolomeo Apostolo a Ripafratta
- Eremo di Santa Maria ad Martyres, nei pressi di Ripafratta
- Chiesa di San Martino a San Martino a Ulmiano
- Chiesa di Sant'Andrea a Sant'Andrea in Pescaiola
- Chiesa dei Santi Pietro e Paolo, in località Corliano
- Chiesa e monastero di Santa Maria, in località Mirteto
- Chiesa di San Jacopo de Podio, parte dell'antico monastero di San Jacopo voluto da Santa Bona da Pisa[15]

### Architetture civili
- Villa Alliata
- Villa Alta

Villa di Corliano

- Villa Belvedere (anche conosciuta come villa Bosniascki)
- Villa Dal Borgo
- Villa di Agnano o Tadini
- Villa di Arena Metato
- Villa di Asciano
- Villa di Corliano
- Villa Del Lupo
- Villa di Malpietra
- Villa Federighi
- Villa Gambini
- Villa Le Molina
- Villa Mazzarosa Prini Aulla
- Villa Poschi
- Villa Roncioni e attigua Bigattiera
- Villa Scerni
- Villa Studiati Berni
- Villa Vaccà Berlinghieri

### Aree naturali

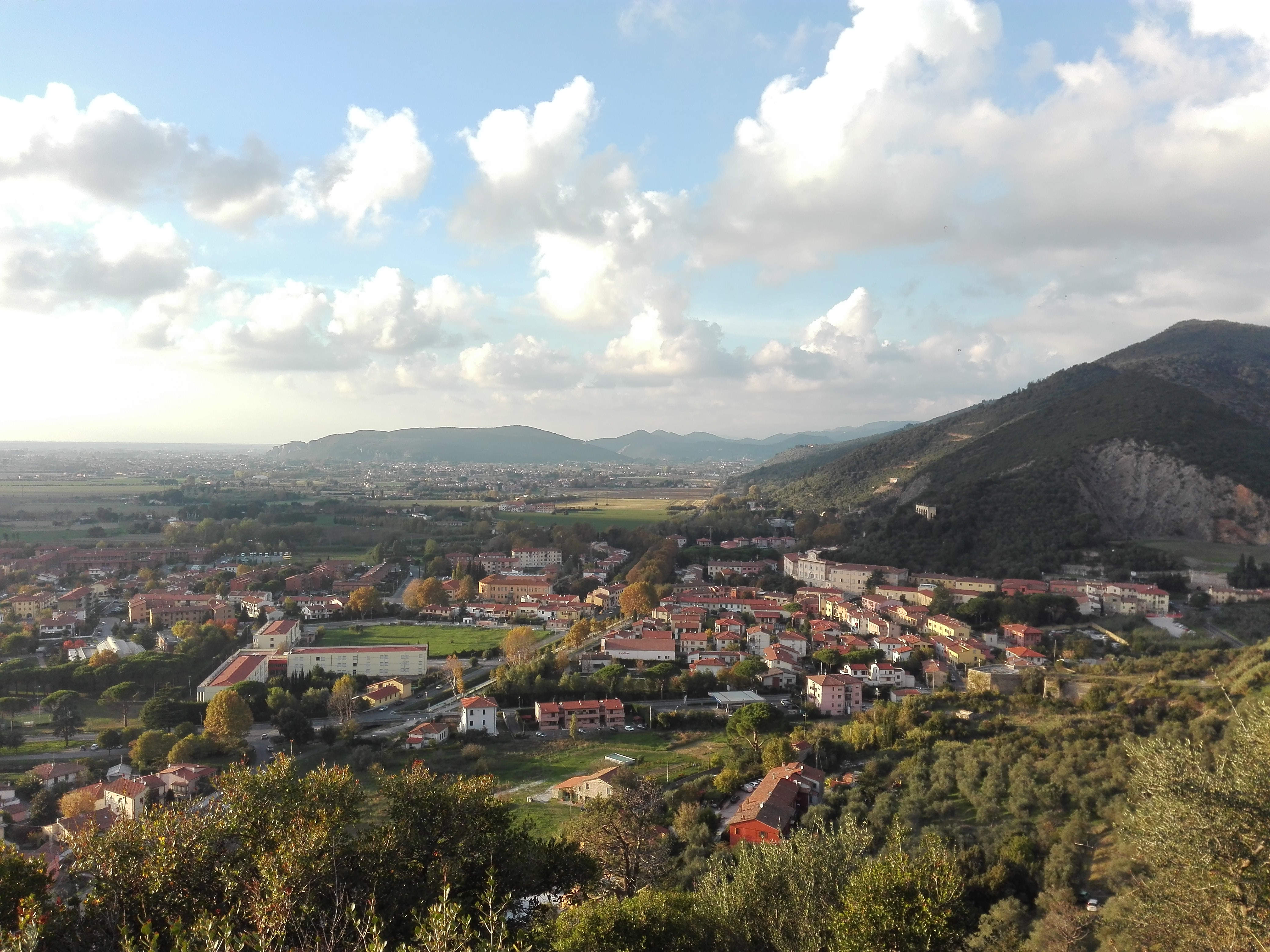
Panorama di San Giuliano Terme dalle pendici del monte Castellare

- Area naturale protetta di interesse locale Monte Castellare
- Area naturale protetta di interesse locale Valle delle Fonti
- Polo Ambientale del Monte Pisano

### Altro
- Castello di Ripafratta
- Acquedotto romano di Caldaccoli
- Borgo romano di Corliano
- Acquedotto Mediceo

## Società

### Evoluzione demografica
Abitanti censiti

### Etnie e minoranze straniere
Secondo i dati ISTAT al 31 dicembre 2018 la popolazione straniera residente era di 1 914 persone.
Le nazionalità maggiormente rappresentate in base alla loro percentuale sul totale della popolazione residente erano:
- Romania 360 1,15%
- Albania 339 1,09%
- Marocco 118 0,37%
- Ucraina 79 0,25%

### Istituzioni, enti e associazioni
Associazioni di volontariato
- La Pubblica Assistenza Società Riunite in Pisa è presente con una sezione, fornendo numerosi servizi alla cittadinanza.

## Cultura

### Istruzione

#### Biblioteche
- Biblioteca Comunale "Uliano Martini" in via G.B. Niccolini 40.[18]

#### Scuole
Tutte le istituzioni scolastiche del territorio comunale sono suddivise in due istituti comprensivi:
- l'Istituto Comprensivo "Giovanni Battista Niccolini" comprende quattro scuole dell'infanzia, cinque scuole elementari e una scuola media inferiore ubicata a San Giuliano Terme e intitolata a Nelson Mandela.
- l'Istituto Comprensivo "Livia Gereschi" comprende sei istituti dell'infanzia, quattro scuole elementari e una scuola media inferiore ubicata a Pontasserchio intitolata ad Enrico Fermi.

#### Università
Nel territorio comunale, presso la frazione di Ghezzano, si trova il campus universitario I Praticelli, struttura residenziale della vicina Università di Pisa.

#### Musei
- Museo del costume (Fondazione Cerratelli), presso Villa Roncioni a Pugnano.[19]
- Museo multimediale delle A.N.P.I.L. Monte Castellare-Valle delle Fonti, presso il Centro informazione e documentazione delle aree protette del Monte Pisano alla stazione ferroviaria di San Giuliano Terme.[19]

### Teatro
- Teatro Rossini, Pontasserchio.

### Cinema
Questa una selezione dei film in parte girati o ambientati a San Giuliano Terme:
- Una Rolls-Royce gialla (1964): Arena Metato (Villa Del Lupo)
- Ritratto di signora (1996): Pugnano (Villa Roncioni)
- Il paziente inglese (1999): Ripafratta[20]

### Cucina
- Torta co' bischeri

### Eventi
Nel periodo di fine aprile viene organizzata l'Agrifiera, l'antica fiera del bestiame nata nel 1889 come manifestazione per pubblicizzare il mucco pisano, e consacrata col nome attuale nel 1909 quando venne ampliata a tutta la zootecnia. L'Agrifiera è ormai diventata un importante evento che attrae molti visitatori da tutti territori circostanti con oltre 100.000 persone nell'edizione 2009.

## Geografia antropica

### Frazioni
Nel territorio comunale di San Giuliano Terme si contano venti frazioni:
- Agnano (93 m s.l.m., 536 ab.)[23][24]
- Arena Metato (3 m s.l.m., 4 032 ab.)[23][24]
- Asciano Pisano (23 m s.l.m., 2 543 ab.)[23][24]
- Campo (5 m s.l.m., 1 264 ab.)[23][24]
- Colignola (3 m s.l.m., 842 ab.)[23][24]
- Colognole (9 m s.l.m., 475 ab.)[23][24]
- Gello (3 m s.l.m., 2 467 ab.)[23][24]
- Ghezzano (3 m s.l.m., 4 335 ab.)[24]
- Madonna dell'Acqua (3 m s.l.m., 2 007 ab.)[23][24]
- Mezzana (3 m s.l.m., 950 ab.)[23][24]
- Molina di Quosa (10 m s.l.m., 953 ab.)[24]
- Orzignano (5 m s.l.m., 1 031 ab.)[23][24]
- Pappiana (10 m s.l.m., 1 010 ab.)[24]
- Pontasserchio (6 m s.l.m., 2 539 ab.)[23][24]
- Pugnano (8 m s.l.m., 263 ab.)[23][24]
- Rigoli (10 m s.l.m., 434 ab.)[24]
- Ripafratta (12 m s.l.m., 661 ab.)[23][24]
- San Martino a Ulmiano (3 m s.l.m., 1 710 ab.)[24]
- Sant'Andrea in Pescaiola (3 m s.l.m., 661 ab.)[23][24]

### Altre località del territorio

Borgo di Corliano (ex granaio)

Tra le numerose località sparse per il territorio si ricordano le più rilevanti:
- Cafaggiareggi
- Cardeta
- Castelnuovo
- Corliano
- Cornazzano
- Farneta
- Gatano
- La Figuretta
- Le Maggiola
- Lamo
- Limiti
- Mirteto
- Monsello
- Palazzetto
- Patrignone (8 m s.l.m., 189 ab.)[23]
- Piaggia
- Ponte D'Oro
- San Iacopo
- Tre Ponti
- Valle

## Economia
L'economia locale è basate essenzialmente sull'agricoltura e sulla produzione di un caratteristico olio da cucina. Nel settore terziario è senz'altro importante il turismo attratto specialmente dai luoghi rurali e dai percorsi naturalistici presenti sui Monti Pisani. Un segno particolare di questo tipo di turismo è la conversione di molte case contadine in agriturismi e bed and breakfast.
Un'altra fonte economica per il comune è riconducibile alla località della Fontina (toponimo derivato dalla presenza di una piccola fontana dell'acquedotto mediceo), presso la frazione di Ghezzano. Lì è presente un piccolo centro industriale in continua espansione con sede di molte imprese della zona. La Fontina è ormai inglobata col tessuto urbano di Pisa, ma è a tutti gli effetti in territorio sangiulianese.

## Infrastrutture e trasporti

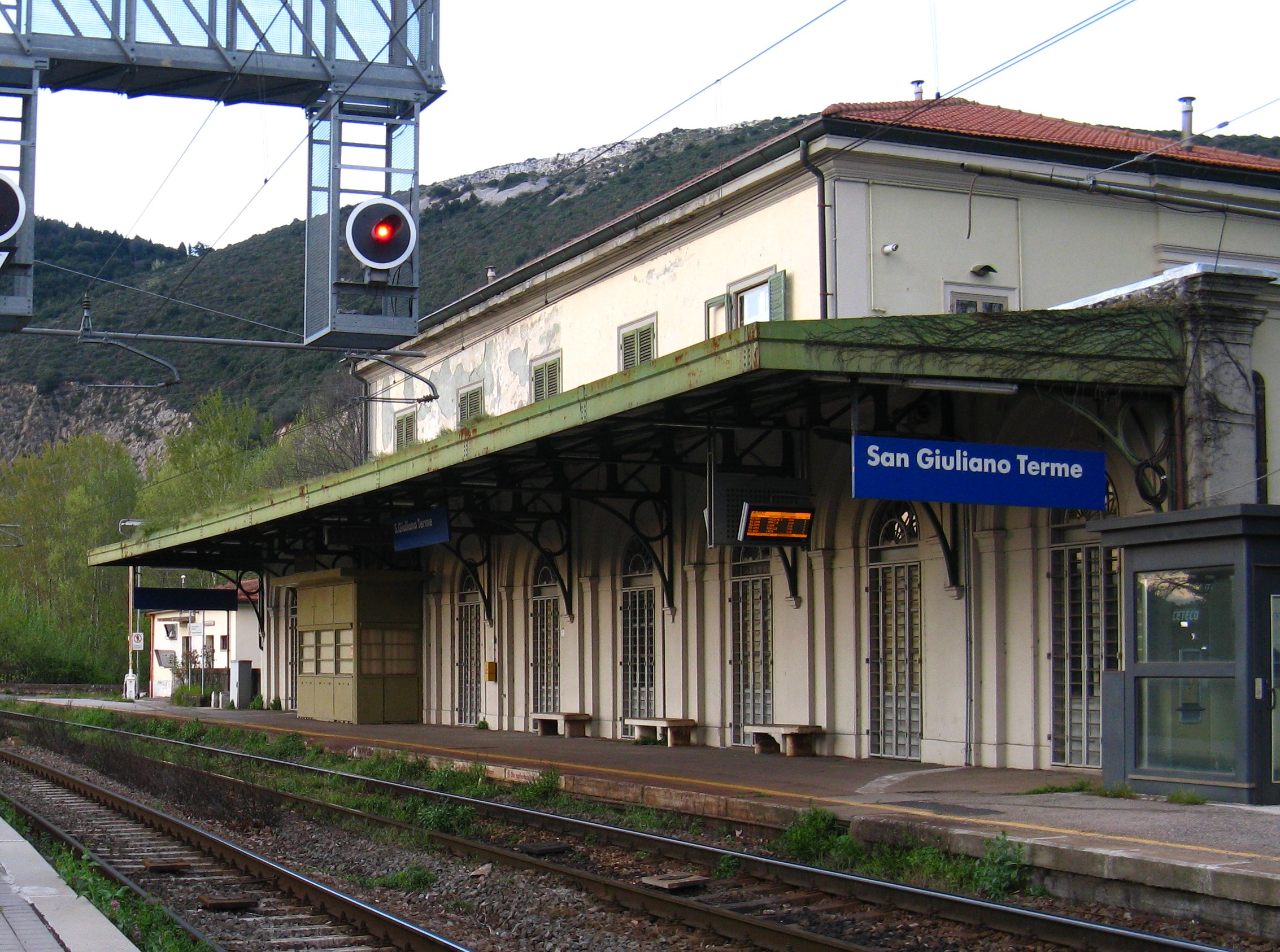
La stazione ferroviaria di San Giuliano Terme

### Strade
San Giuliano Terme è attraversato da ovest a est dalla Strada statale 12 dell'Abetone e del Brennero (in antichità conosciuta come Via Aemilia Scauri prima e Via Julia Augusta successivamente), che la collega direttamente a Pisa e Lucca. In prossimità del centro, fu costruita una variante della Strada Statale 12 che, tramite il Foro di San Giuliano, aperto il 30 marzo 1922 nei Monti Pisani, collega San Giuliano Terme direttamente alla Piana di Lucca, divenendo di fatto la strada principale che collega le città di Pisa e Lucca.

### Ferrovie
La stazione ferroviaria, che si trova lungo la ferrovia Lucca-Pisa, è attiva dal 1846 ed è servita dai treni per i due capoluoghi, Pisa e Lucca, svolti da Trenitalia nell'ambito del contratto di servizio stipulato con la Regione Toscana. La frequenza base delle corse è di un treno ogni 30 minuti per direzione.
Il territorio comunale è inoltre servito dalle fermate di Rigoli e Ripafratta, a servizio delle omonime frazioni.

### Mobilità urbana
Il trasporto pubblico urbano e suburbano è garantito dagli autoservizi svolti dalla società Autolinee Toscane con collegamenti diretti per Pisa e Lucca.

### Piste ciclabili
Per spostarsi tramite bicicletta è presente una pista ciclabile dedicata che collega la frazione di Asciano con il centro urbano di Pisa. Il percorso, lungo 5 km, segue l'acquedotto Mediceo passando per la frazione di Ghezzano e presenta due incroci a raso con strade modestamente trafficate oltre a poche strade di accesso alle abitazioni private del luogo. La composizione del fondo stradale è mista di asfalto e ghiaia fine, dotando all'intero tracciato una facile percorrenza.

## Amministrazione

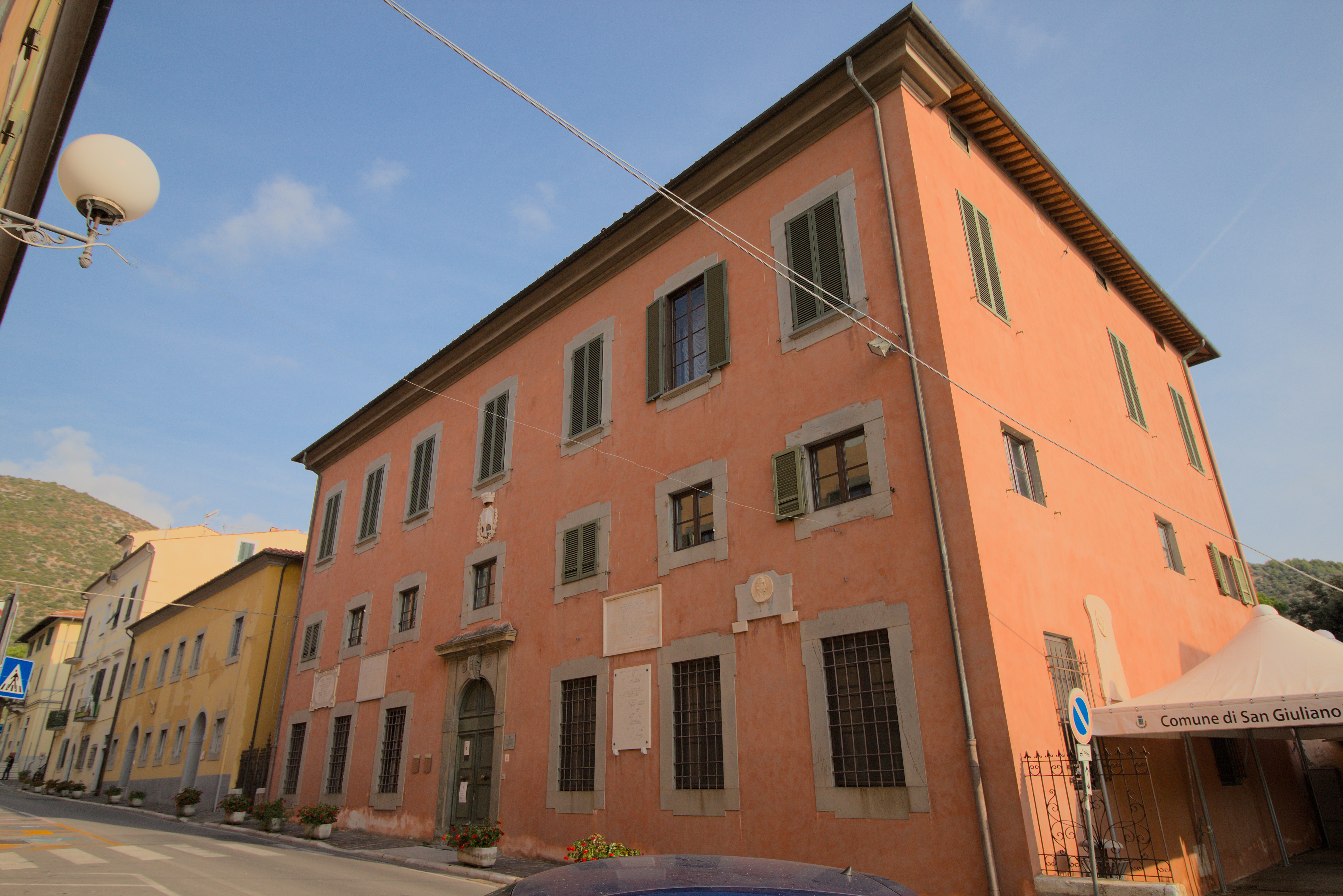
Palazzo Niccolini, sede dell'amministrazione comunale

Di seguito è presentata una tabella relativa alle amministrazioni che si sono succedute in questo comune.
| Periodo        | Periodo        | Primo cittadino  | Partito                                                                                      | Carica  | Note   |
| -------------- | -------------- | ---------------- | -------------------------------------------------------------------------------------------- | ------- | ------ |
| 15 luglio 1985 | 11 luglio 1990 | Corrado Rossi    | Partito Comunista Italiano                                                                   | Sindaco | [ 26 ] |
| 11 luglio 1990 | 24 aprile 1995 | Corrado Rossi    | Partito Democratico della Sinistra, Partito Comunista Italiano                               | Sindaco | [ 26 ] |
| 27 aprile 1995 | 14 giugno 1999 | Gabriele Santoni | centro-sinistra                                                                              | Sindaco | [ 26 ] |
| 14 giugno 1999 | 14 giugno 2004 | Gabriele Santoni | Democratici di Sinistra                                                                      | Sindaco | [ 26 ] |
| 14 giugno 2004 | 8 giugno 2009  | Paolo Panattoni  | centro-sinistra                                                                              | Sindaco | [ 26 ] |
| 8 giugno 2009  | 9 giugno 2014  | Paolo Panattoni  | centro-sinistra                                                                              | Sindaco | [ 26 ] |
| 9 giugno 2014  | 9 giugno 2024  | Sergio Di Maio   | lista civica: democratici riformisti, PD, SEL                                                | Sindaco | [ 26 ] |
| 9 giugno 2024  | in carica      | Matteo Cecchelli | lista civica: Immagina San Giuliano Terme, PD, San Giuliano Terme Futura, Sinistra Unita-PCI | Sindaco | [ 26 ] |

### Gemellaggi
- Bad Tölz, dal 2003

## Sport

Gli impianti sportivi

### Impianti sportivi
San Giuliano Terme è dotata di un impianto sportivo dedicato a Giovanni Bui. Questo comprende una piscina coperta di 25 metri, un campo da calcio regolamentare con tribuna coperta da 800 posti e impianto di illuminazione, un secondo campo da calcio con erba sintetica, una pista da atletica, tre campi da tennis e uno da beach volley. All'interno della zona degli impianti si trovano ampi spazi verdi dotati di giochi per bambini e tavoli di legno. Allo stadio Giovanni Bui di San Giuliano Terme si giocano regolarmente partite del torneo di Viareggio, conosciuto anche come Coppa Carnevale.
Lo stadio comunale è anche un Centro Federale Territoriale della FIGC.

### Calcio
La squadra di calcio di riferimento è il San Giuliano Football Club che attualmente milita in Prima Categoria.